# Micro-région de Dunakeszi
La micro-région de Dunakeszi (en hongrois : dunakeszi kistérség) est une micro-région statistique hongroise rassemblant plusieurs localités autour de Dunakeszi.